# Mogera wogura
Mogera wogura is een zoogdier uit de familie van de mollen (Talpidae) die voorkomt in Japan. De wetenschappelijke naam van de soort werd voor het eerst geldig gepubliceerd door Temminck in 1842.